# Akhfennir
Akhfennir (en àrab أخفنير, Aẖfannīr; en amazic ⴰⵅⴼⵉⵏⵉⵔ) és una comuna rural de la província de Tarfaya, a la regió de Laâyoune-Sakia El Hamra. Segons el cens de 2014 tenia una població total de 2.280 persones Al seu territori es troba el Parc Nacional de Khenifiss i el parc eòlic de Tarfaya-Akhfenir.